# Planeta extrasolar

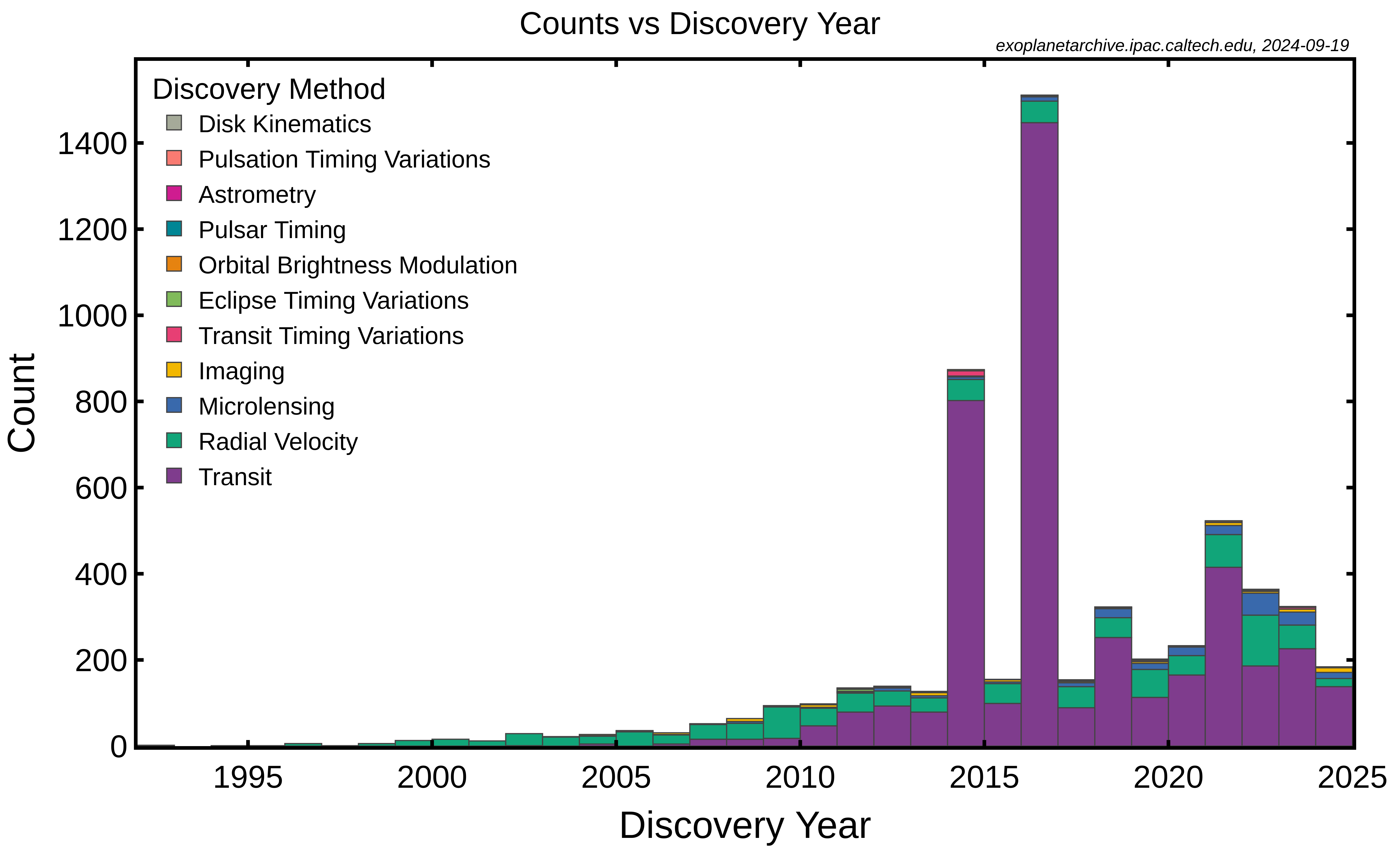
Exoplanetes detectats per any.

Un planeta extrasolar o exoplaneta és un planeta que orbita al voltant de qualsevol estrella que no sigui el Sol i, per tant, forma part de sistemes planetaris que no és el sistema solar. Tot i que se'n sospitava l'existència des de feia temps, no es van començar a descobrir fins a la dècada de 1990, gràcies a la millora en les tècniques de detecció. El primer planeta extrasolar descobert orbitant una estrella de la seqüència principal va ser 51 Pegasi b, descobert el 1995 per Michel Mayor i Didier Queloz de l'Observatori de Ginebra. Aquest planeta té una massa comparable a la de Júpiter. Des de llavors, més d'un centenar de planetes han estat descoberts per diferents grups internacionals.
Un estudi del 2013, dirigit per François Fressin del Centre d'Astrofísica de la Universitat Harvard, conclou que hi ha un planeta per cada estrella, malgrat que n'hi podria haver molts més. S'estima que la nostra galàxia conté al voltant de 100.000 milions d'estrelles.
Segons aquest estudi la Via Làctia contindria com a mínim 17.000 milions de planetes amb una mida similar o propera a la de la Terra: això no significa que tots ells siguin habitables.
Per a ser habitable, un planeta ha de trobar-se a una distància de la seva estrella que permeti temperatures en la seva superfície ni massa fredes ni massa calentes perquè l'aigua pugui existir en estat líquid i fer possible la vida. El 7 de gener de 2013, l'equip de la missió espacial Kepler va anunciar la candidatura de l'exoplaneta KOI-172.02 a albergar vida extraterrestre, en situar-se en la zona d'habitalitat.
A data 1 març 2025, segons l'Extrasolar Planets Encyclopaedia, hi ha 7416 exoplanetes confirmats en 5088 sistemes planetaris, amb 1035 sistemes que tenen més d'un planeta. El més semblant a la Terra, en massa, és l'OGLE-2005-BLG-390 L b, descobert el 2005, la massa del qual val unes 5,5 vegades la massa de la Terra. El primer sistema extrasolar descobert amb més d'un planeta va ser υ Andromedae.
La missió Kepler de la NASA va descobrir el desembre de 2011 els primers exoplanetes amb la mida de la Terra. Els planetes es van anomenar Kepler-20e i Kepler-20f, i estan massa a prop de la seva estrella com per estar en una zona considerada habitable, que és on l'aigua pot estar en forma líquida, a la seva superfície, però són els exoplanetes, confirmats, fins al moment, més petits que orbiten al voltant d'una estrella com el nostre Sol.
S'ha descobert, per exemple, que el planeta extrasolar anomenat 55 Cancri e té la superfície coberta per grafit i diamants en lloc d'estar cobert per aigua i granit, com passa a la Terra."

## Descobriment
Aleksander Wolszczan, un astrònom polonès, va anunciar el 1993 el descobriment de 3 objectes subestel·lars de massa petita orbitant el púlsar PSR 1257+12. Aquests van ser els primers planetes extrasolars descoberts i l'anunci va ser tota una sorpresa. Hom creu que aquests planetes es formaren de les restes de l'explosió de supernova que va produir el púlsar.
Els primers planetes extrasolars al voltant d'estrelles de la seqüència principal van ser descoberts el 1990 en una dura competició entre equips suïssos i nord-americans. El primer planeta extrasolar va ser anunciat per Michel Mayor i Didier Queloz, del grup suís, el 6 d'octubre de 1995. L'estrella principal era 51 Pegasi i el planeta s'anomenà 51 Pegasi b. Uns mesos més tard l'equip americà, liderat per Geoffrey Marcy, de la Universitat de Califòrnia, va anunciar el descobriment de dos nous planetes. La cursa per trobar nous planetes no havia fet més que començar. Nombrosos anuncis en premsa i televisió han divulgat alguns d'aquests descobriments, considerats en conjunt com una de les revolucions de l'astronomia a finals del segle xx.
En l'actualitat hi ha nombrosos projectes de les agències espacials NASA i ESA per al desenvolupament de missions capaces de detectar i caracteritzar l'abundància de planetes, així com per detectar planetes de tipus terrestre (el primer descobert fins a la data és Gliese 876 d). L'ambiciosa missió Darwin/TPF proposada per d'aquí a 20 anys seria capaç d'analitzar les atmosferes d'aquests planetes terrestres tenint la capacitat de detectar vida extraterrestre mitjançant l'anàlisi espectral d'aquestes atmosferes. Aquestes dades permetran abordar estadísticament qüestions profundes, com l'abundància de sistemes planetaris semblants al nostre o el tipus d'estrelles en les quals és més fàcil que es formin planetes.

## Característiques dels sistemes planetaris extrasolars
Durant els primers anys de descobriments de planetes extrasolars la majoria d'aquests eren sistemes peculiars, amb períodes orbitals petits i òrbites excèntriques molt properes a l'estrella central. Una de les primeres coses que va sorprendre fou la presència relativament abundant de planetes gegants, de l'estil de Júpiter, en òrbites molt petites, sovint més petites que l'òrbita de Mercuri. Aquests planetes s'anomenen de vegades Júpiters calents. És cert que el mètode de detecció mitjançant les velocitats radials (vegeu la secció següent) afavoria el descobriment de planetes gegants molt propers a la seva estrella central. En els últims anys els astrònoms han pogut refinar els seus mètodes: han trobat sistemes planetaris més semblants al nostre. Tanmateix, una fracció important dels sistemes planetaris té planetes gegants en òrbites petites, molt diferents del nostre sistema solar i la detecció de planetes tipus terrestre roman fora de les capacitats tecnològiques actuals. En tot cas, tots els planetes extrasolars detectats fins ara són gegants gasosos, les seves masses són grans, comparables a la de Júpiter, encara que típicament més massius. Recentment s'han descobert nous candidats planetaris de masses unes 15 vegades la massa terrestre, és a dir, comparables a Neptú.
Els Júpiters calents han trastocat les teories més o menys establertes sobre formació del sistema solar, que assumia la preeminència de planetes petits i rocallosos a prop de l'estrella central i de gegants gasosos a les zones més allunyades. Actualment existeix un cert consens sobre la formació d'aquests planetes en òrbites més externes i la seva migració primerenca cap a les òrbites interiors. Aquesta migració està determinada per la interacció gravitatòria amb el disc circumestel·lar de material en el qual es forma el planeta. En aquest aspecte sembla haver-hi una certa relació entre la metal·licitat de l'estrella central i la presència de planetes.
El planeta extrasolar del qual es coneixen més dades rep el nom de HD209458b, provisionalment anomenat Osiris. Es tracta d'un planeta de tipus Júpiter calent amb la massa d'un gegant gasós, però orbitant molt a prop de la seva estrella principal. El planeta passa per davant de la seva estrella periòdicament oferint trànsits amb què s'ha pogut obtenir una major informació sobre la seva òrbita, mida i atmosfera.

## Mètodes de detecció

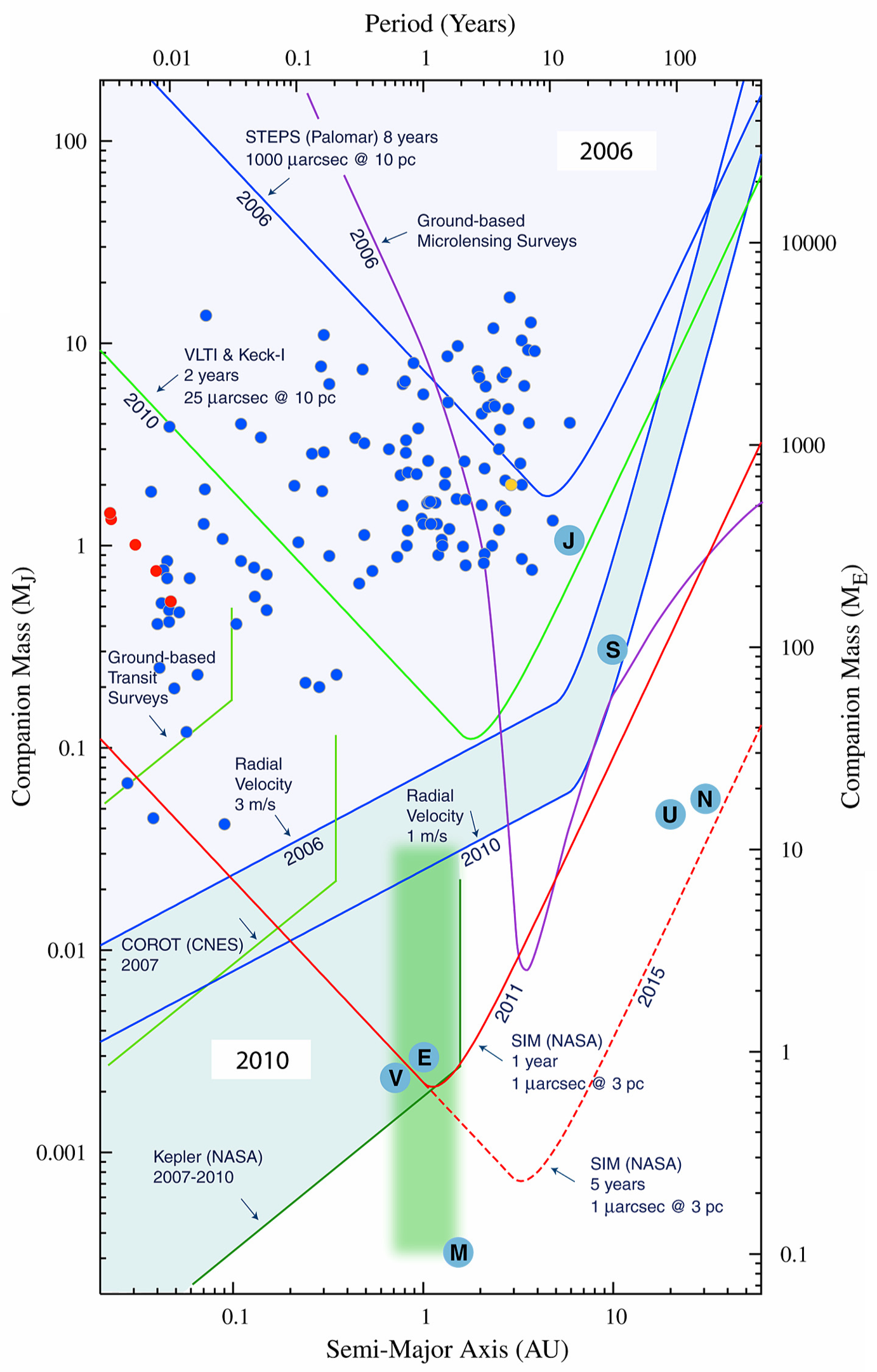
Planetes extrasolars descoberts fins al 31 d'agost de 2004, per velocitat radial (punts blaus), trànsits (vermells) i microlents (grocs). Les línies marquen els límits de detecció de diversos instruments

Fins fa poc de temps tots els mètodes de detecció de planetes extrasolars eren mètodes indirectes, ja que la feble lluminositat dels possibles planetes i la seva gran proximitat a les estrelles respectives en feia impossible una observació directa amb mètodes òptics. Per això tots els mètodes es basen en els efectes que el planeta o planetes produeixen sobre l'estrella o sobre el material que els envolta (en el cas d'estrelles joves). Només en els darrers anys s'ha assolit la capacitat d'observar directament la radiació infraroja emesa per alguns planetes extrasolars, tot i que encara es discuteix si es poden qualificar de planetes o serien més aviat petites nanes marrons.

### Velocitats radials
Aquest mètode es basa en l'efecte Doppler. El planeta, en orbitar l'estrella central, exerceix també una força gravitacional sobre aquesta, de manera que l'estrella gira al voltant del centre de masses comú del sistema. Les oscil·lacions de l'estrella poden detectar-se mitjançant lleus canvis en les línies espectrals, segons si l'estrella s'apropa a nosaltres (desplaçament cap al blau) o s'allunya (desplaçament cap al roig). Aquest mètode ha estat el més reeixit en la recerca de nous planetes.

### Astrometria
Com l'estrella orbita el centre de masses del sistema, es pot intentar registrar les variacions de posició i l'oscil·lació de l'estrella. Tanmateix, aquestes variacions són tan petites que el mètode no ha estat factible de moment. Històricament, el mètode astromètric va proporcionar els primers candidats a planetes extrasolars, tots ells desbancats posteriorment. El més famós dels falsos planetes extrasolars detectats per astrometria va ser detectat a l'estrella de Barnard.

### Trànsits
Consisteix a observar fotomètricament l'estrella i detectar subtils canvis en la seva magnitud aparent quan un planeta gira al seu voltant. El mètode dels trànsits, juntament amb el de la velocitat radial, poden utilitzar-se per caracteritzar millor l'atmosfera d'un planeta, com en els casos d'HD209458b i els planetes OGLE-TR-40 i OGLE-TR-10. Ambdós mètodes són més eficaços amb els planetes gegants més propers a l'estrella principal, per la qual cosa només poden caracteritzar una lleu fracció dels planetes detectats.

### Microlents gravitatòries
L'efecte de lent gravitacional es produeix quan els camps gravitatoris del planeta i de l'estrella actuen per augmentar o focalitzar la llum d'una estrella distant, situada en segon pla. Perquè el mètode funcioni, els tres objectes han d'estar quasi perfectament alineats. El principal defecte d'aquest mètode és que les possibles deteccions no són repetibles i el planeta així descobert hauria de ser estudiat addicionalment per algun dels mètodes anteriors.

### Pertorbacions en discs circumestel·lars
En estrelles joves, amb discs circumestel·lars de pols al seu voltant, és possible detectar irregularitats en la distribució de material al disc, ocasionades per la interacció gravitatòria amb un planeta. Es tracta d'un mecanisme similar al que actua en el cas dels satèl·lits pastors de Saturn. D'aquesta manera ha estat possible inferir la presència de 3 planetes orbitant l'estrella β Pictoris i d'un altre planeta orbitant l'estrella Fomalhaut (HD 216956). En estrelles encara més joves, la presència d'un planeta gegant en formació seria perceptible a partir del buit de material gasós que deixaria al disc d'acreció.

### Observació directa
El març de 2005 l'equip del Spitzer Space Telescope pogué detectar directament la radiació infraroja emesa per dos planetes extrasolars ja coneguts: HD 209458 b and TrES-1. Mesuraren les seves temperatures en 1.060 K per a TrES-1 i en 1.130 K per a HD 209458 b. Això obrí la porta a poder detectar nous planetes gràcies a la seva radiació infraroja. També el 2005 dos grups, utilitzant el Very Large Telescope de l'Observatori Europeu Austral (ESO) van anunciar l'observació directa d'imatges de planetes extrasolars: GQ Lupi b i 2M1207 b, tot i que no és clar si són planetes grossos o petits nanes marrons.

## Formació i evolució
Els planetes es poden formar en unes poques desenes (o més) de milions d'anys després de la formació de les seves estrelles.
Els planetes del Sistema Solar només es poden observar en el seu estat actual, però les observacions de diferents sistemes planetaris de diferents edats ens permeten observar planetes en diferents estadis d'evolució. Les observacions disponibles van des de discs protoplanetaris joves on encara s'estan formant planetes a sistemes planetaris de més de 10 bilions d'anys d'antiguitat. Quan els planetes es formen en un disc protoplanetari gasós, acumulen embolcalls d'hidrogen/heli. Aquests embolcalls es refreden i es contrauen amb el temps i, depenent de la massa del planeta, una part o la totalitat de l'hidrogen/heli es perd finalment a l'espai. Això significa que fins i tot els planetes terrestres poden començar amb grans radis si es formen prou aviat. Un exemple és Kepler-51b que només té aproximadament el doble de la massa de la Terra, però és gairebé de la mida de Saturn, que és cent vegades la massa de la Terra. Kepler-51b és bastant jove amb uns quants centenars de milions d'anys.

## Missions
| - COROT —posat en marxa el 2006 - Missió Kepler —posat en marxa el 2009 - PEGASE —sense data de llançament - Missió d'Interferometria Espacial (SIM) —sense data de llançament— cancel·lada - ACESat—en projecte | - Missió Nous Mons —sense data de llançament— cancel·lada - Terrestrial Planet Finder —sense data de llançament— cancel·lada - Darwin (ESA) —sense data de llançament— cancel·lada - Gaia (sonda espacial) —en òrbita des d'octubre de 2013 - Transiting Exoplanet Survey Satellite —en òrbita des d'abril de 2018 - PLATO —llançament per al 2024 |